# Кам'янобалківська сільська рада
Кам'яноба́лківська сільська́ ра́да — орган місцевого самоврядування в Первомайському районі Миколаївської області. Адміністративний центр — село Кам'яна Балка.

## Загальні відомості
- Населення ради: 738 осіб (станом на 2001 рік)

## Населені пункти
Сільській раді підпорядковані населені пункти:
- с. Кам'яна Балка

## Склад ради
Рада складається з 12 депутатів та голови.
- Голова ради: Кульчицький Андрій Володимирович
- Секретар ради: Кульчицька Ольга Андріївна

### Керівний склад попередніх скликань
| Прізвище, ім'я, по батькові      | Основні відомості                                                         | Дата обрання | Дата звільнення |
| -------------------------------- | ------------------------------------------------------------------------- | ------------ | --------------- |
| Кульчицький Андрій Володимирович | Сільський голова, 1972 року народження, освіта вища, безпартійний         | 26.03.2006   | 31.10.2010      |
| Кульчицький Андрій Володимирович | Сільський голова, 1972 року народження, освіта вища, член Партії регіонів | 31.10.2010   |                 |

Примітка: таблиця складена за даними сайту Верховної Ради України

### Депутати
За результатами місцевих виборів 2010 року депутатами ради стали:

#### За суб'єктами висування
| Суб'єкт висування           | Кількість обраних депутатів | %    |
| --------------------------- | --------------------------- | ---- |
| Партія регіонів             | 11                          | 91,7 |
| Комуністична партія України | 1                           | 8,3  |

#### За округами
| № округу                    | Прізвище, ім'я, по батькові       | Дата визнання обраним | Освіта  | Партійна приналежність            | Відомості про обраного депутата                   |
| --------------------------- | --------------------------------- | --------------------- | ------- | --------------------------------- | ------------------------------------------------- |
| Комуністична партія України |                                   |                       |         |                                   |                                                   |
| 1                           | Голембієвська Людмила Григорівна  | 02.11.2010            | вища    | член Комуністичної партії України | Первомайське УПЕЗН, соц.працівник                 |
| Партія регіонів             |                                   |                       |         |                                   |                                                   |
| 2                           | Бобул Ольга Миколаївна            | 02.11.2010            | вища    | член Партії регіонів              | Кам'янобалківська загальноосвітня школа, вчитель  |
| 3                           | Ляхович Олена Леонідівна          | 02.11.2010            | середня | член Партії регіонів              | тимчасово не працює                               |
| 4                           | Обада Леонід Володимирович        | 02.11.2010            | середня | член Партії регіонів              | Кам'янобалківська загальноосвітня школа, кочегар  |
| 5                           | Палькевич Ліана Дмитрівна         | 02.11.2010            | вища    | член Партії регіонів              | фельдшерсько-акушерський пункт, фельдшер          |
| 6                           | Палькевич Валентина Володимирівна | 02.11.2010            | вища    | член Партії регіонів              | бібліотека, бібліотекар                           |
| 7                           | Бродська Тетяна Миколаївна        | 02.11.2010            | вища    | член Партії регіонів              | Кам'янобалківська сільська рада, зав.клубом       |
| 8                           | Кульчицька Олена Леонідівна       | 02.11.2010            | вища    | член Партії регіонів              | Кам'янобалківська загальноосвітня школа, комірник |
| 9                           | Кульчицька Ольга Андріївна        | 02.11.2010            | вища    | член Партії регіонів              | Кам'янобалківська сільська рада, секретар         |
| 10                          | Кулачиська Олена Пилипівна        | 02.11.2010            | середня | член Партії регіонів              | тимчасово не працює                               |
| 11                          | Томашевський Сергій Миколайович   | 02.11.2010            | середня | позапартійний                     | Вознесенський водоканал                           |
| 12                          | Буревич Тетяна Семенівна          | 02.11.2010            | середня | член Партії регіонів              | Первомайське УПСЗН, соц.робітник                  |